# 紫金龙
紫金龙（学名：Dactylicapnos scandens）为罂粟科紫金龙属下的一个种。

## 扩展阅读
- 維基物種上的相關：紫金龙